# Nicole Beharie

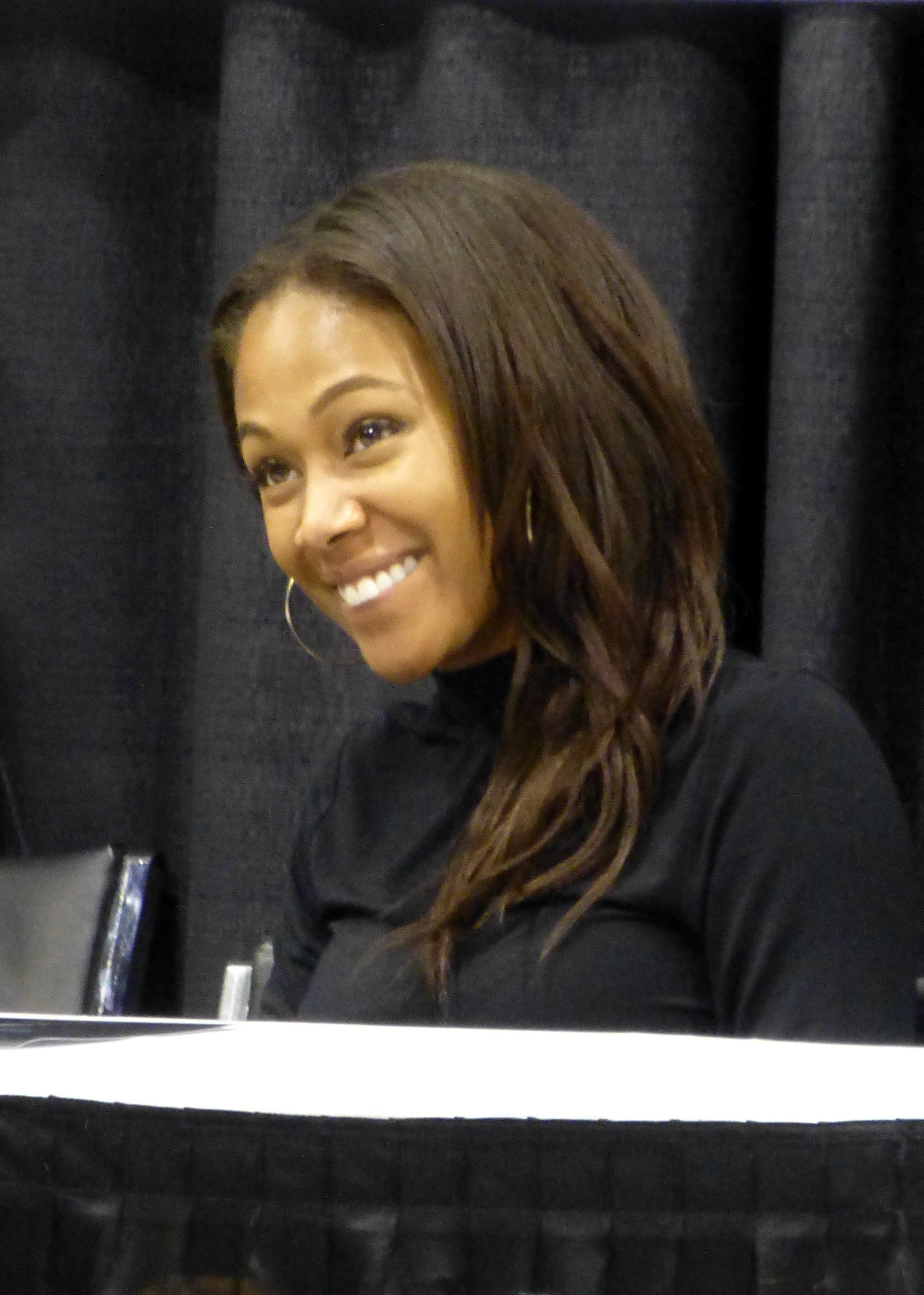
Nicole Beharie (2014)

Nicole Beharie (ur. 3 stycznia 1985 w West Palm Beach) – amerykańska aktorka, która wystąpiła m.in. w filmach Wstyd, 42 – Prawdziwa historia amerykańskiej legendy i American Violet oraz serialu Jeździec bez głowy.

## Filmografia

### Filmy
| Rok  | Tytuł                                         | Rola            | Uwagi       |
| ---- | --------------------------------------------- | --------------- | ----------- |
| 2008 | American Violet                               | Dee Roberts     |             |
| 2008 | Ekspres – bohater futbolu                     | Sarah Ward      |             |
| 2011 | My Last Day Without You                       | Leticia Johnson |             |
| 2011 | Wstyd                                         | Marianne        |             |
| 2012 | Apartment 4E                                  | Piper           |             |
| 2012 | The Last Fall                                 | Faith Davis     |             |
| 2012 | The Mirror Between Us                         | Zora            | krótkometr. |
| 2012 | Woman Thou Art Loosed: On the 7th Day         | Beth Hutchins   |             |
| 2013 | 42 – Prawdziwa historia amerykańskiej legendy | Rachel Robinson |             |
| 2018 | Monsters and Men                              | Michelle        |             |
| 2019 | Jacob’s Ladder                                | Samantha Singer |             |
| 2020 | Miss Juneteenth                               | Turquoise Jones |             |
| 2021 | Ghostwriter                                   | Jamilah         |             |
| 2022 | 892                                           | Estel Valerie   |             |
| 2022 | Zatrąb dla Jezusa, ocal swoją duszę           | Shakura Sumpter |             |

### Telewizja
| Rok     | Tytuł                              | Rola             | Uwagi                |
| ------- | ---------------------------------- | ---------------- | -------------------- |
| 2009    | Szpital Three Rivers               | Helen Reed       | 1 odc.               |
| 2010    | Sins of the Mother                 | Shay             | film TV              |
| 2011    | Żona idealna                       | Imani Stonehouse | 2 odc.               |
| 2012    | Prawo i porządek: sekcja specjalna | Tracy Harrison   | 1 odc.               |
| 2013–16 | Jeździec bez głowy                 | Abbie Mills      | gł. rola (49 odc.)   |
| 2015    | Kości                              | Abbie Mills      | 1 odc.               |
| 2019    | Czarne lustro                      | Theo             | odc. Striking Vipers |
| 2020    | Małe ogniska                       | Madeline Ryan    | 2 odc.               |
| 2020    | Monsterland                        | Annie Keller     | 1 odc.               |
| 2021    | Solos                              | Nera             | odc. Nera            |
| 2021    | Sceny z życia małżeńskiego         | Kate             | miniserial, 2 odc.   |